# Famana Quizera
Famana Quizera (* 25. April 2002 in Bissau) ist ein portugiesisch-guinea-bissauischer Fußballspieler, der beim Académico de Viseu FC unter Vertrag steht.

## Karriere

### Im Verein
Quizera wechselte im Sommer 2018 von Benfica Lissabon in den Nachwuchsbereich von Borussia Mönchengladbach. Im Sommer 2020 erhielt er einen Profivertrag und war auch auf dem offiziellen Mannschaftsfoto zu sehen. Er sammelte seine erste Spielpraxis im Seniorenbereich jedoch in der U23-Mannschaft der Gladbacher. In der Fußball-Regionalliga West absolvierte er 30 Spiele in der Saison 2020/21, in denen er vier Tore erzielte. Für die Saison 2021/22 wechselte er zu Académico de Viseu FC. Der Verein aus der Segunda Liga, der zweithöchsten Spielklasse im portugiesischen Fußball, besaß eine Kaufoption. Diese wurde jedoch nicht gezogen.
Zur Sommervorbereitung 2022 kehrte Quizera zunächst nach Mönchengladbach zurück und trainierte unter dem neuen Cheftrainer Daniel Farke. Er wechselte jedoch noch vor dem Beginn der Saison 2022/23 erneut und nun endgültig zum Académico de Viseu FC, bei dem er einen Vertrag bis zum 30. Juni 2026 unterschrieb.

### Nationalmannschaft
Quizera durchlief von 2017 bis 2021 von der U15- bis zur U20-Auswahl die Nachwuchsnationalmannschaften des portugiesischen Fußballverbandes. Mit der portugiesischen U17-Nationalmannschaft nahm er 2019 an der U17-Europameisterschaft teil und kam dort in zwei der vier Turnierspiele zum Einsatz, ehe die Mannschaft im Viertelfinale gegen Italien ausschied.
Später wechselte er zum Fußballverband von Guinea-Bissau und debütierte schließlich im September 2023 in der dortigen A-Nationalmannschaft. Mit der Mannschaft nahm er am Afrika-Cup 2024 teil und kam dort in einem Spiel zum Einsatz, ehe man nach der Gruppenphase aus dem Turnier ausschied.